# Catherine Cadière
Catherine Cadière, o Marie-Catherine Cadière (Tolón, 12 de noviembre de 1709-?) fue una mujer francesa descrita como mística y acusada de brujería en 1731, siendo posteriormente declarada inocente. Su juicio generó un notable interés, provocando numerosos comentarios entre autores e historiadores contemporáneos.

## Biografía
Marie-Catherine Cadière era hija de un comerciante; su salud se vio arruinada por las secuelas de la peste de 1720, y se crio bajo la tutela de su madre viuda y sus hermanos, ambos eclesiásticos. Perteneciente a la pequeña burguesía de Tolón, se unió a un círculo de devotas que, en sus propias casas, se dedicaban a la oración y la meditación, antes de la llegada del jesuita padre Girard, estaban bajo la influencia de los carmelitas, quienes tenían una presencia bien establecida en Tolón.
Con una marcada sensibilidad mística Cadière se sintió atraída por los sermones y el carisma espiritual del P. Girard, a quien conoció en abril de 1728, cuando tenía dieciocho años. Su predisposición a la santidad se vio reforzada por su salud inestable. Pronto se destacó por manifestaciones extraordinarias, como estigmas y visiones lo que llevó al padre Girard a presentarla como una santa y a aumentar sus visitas a la casa Cadière y, muy probablemente, abusar de ella.
Las descripciones físicas varían según los factums, los grabados y las novelas. Jean-Baptiste Boyer d'Argens, que se inspiró en ella para el personaje de la señorita Eradice (anagrama de Cadière) en Thérèse philosophe, la describe así en sus Mémoires: 

Tenía unos ojos hermosos, la piel blanca, el aire de una virgen y una cintura bastante bien formada. Tenía mucho ingenio para encubrir su ambición desmedida y su deseo extremo de pasar por santa bajo un aire de sencillez y candor.

Michelet, aunque ferviente defensor de la víctima, es más prudente: «No sabemos si era bella. Lo que es seguro es que era amable, con todos los encantadores contrastes de una joven provenzal y su doble naturaleza». Cadière alimenta así proyecciones, fantasías y percepciones diversas. ¿Fue manipulada por sus hermanos, loca e histérica, una santa, una manipuladora o una víctima? Evidentemente, el punto de vista sobre el caso tiende a determinar el color de la descripción. La objetividad es rara en este campo.

## El asunto Cadière
Tras las acusaciones de corrupción contra el padre Girard, en junio de 1730 es enviada al convento de Sainte Claire d'Ollioules, del que sale en septiembre del mismo año. En noviembre, sus convulsiones, en parte maquinadas por sus hermanos, causan conmoción y atraen la atención de los tribunales.
El caso fue transferido del senescal de Tolón, que perdió rápidamente la jurisdicción, al Parlamento de Aix. Cadière fue recluida en el convento de las Ursulinas de Tolón y luego trasladada a Aix, al convento de las Visitandinas, mientras duró el proceso.
Fue defendida por el abogado Chaudon, síndico designado por el tribunal. La ciudad, la Provenza y el reino se dividen en torno a su caso que tuvo grandes implicaciones políticas y religiosas. Encontró un fuerte apoyo entre una parte de la población, desde el pueblo llano de Tolón hasta ciertos diputados de Aix-en-Provence y mujeres de la nobleza. Acusada y acusadora, se convirtió en un símbolo del poder y la corrupción de los jesuitas, y sirvió a los intereses del bando jansenista.
Los documentos judiciales de la época analizan el caso en detalle. Cadière dijo que al principio se sentía incómoda en presencia del sacerdote. Más tarde habló de peticiones incesantes. Girard le decía que “Dios exigió más de ella", que tenía que "entregarse completamente". Girard le explicó “Soy tu amo, tu Dios… Todo lo debes sufrir en nombre de la obediencia". Las violaciones deterioraron su salud, empezó a vomitar, hasta el punto de que apenas podía comer.
Un primer veredicto, dictado el 11 de septiembre de 1731, la condenó a la horca. Un segundo veredicto, el 10 octubre siguiente, la declaró inocente. Las multitudes de Aix y Tolón se alegran, aclaman a su heroína y abuchean al padre Girard. Cadière fue enviada de regreso con su madre para no crear más problemas en Aix-en-Provence. Su paradero se perdió entonces, lo que mantuvo vivo el misterio en torno a su personaje.

## Legado
El tema no ha dejado de suscitar la curiosidad de numerosos autores, polígrafos, historiadores y novelistas, desde 1731 hasta nuestros días. Estas múltiples reescrituras, novelísticas, satíricas o polémicas, alimentan la memoria de un asunto que se repite sin cesar.
Voltaire se refiere al asunto en su obra La Pucelle d'Orléans, un poema heroico-cómico en veintiún canciones, publicado en Ginebra en 1752. El poema hace referencia a la relación escandalosa entre el Padre Girard y Cadière burlándose de las circunstancias del juicio y las acusaciones de abuso de poder espiritual y brujería.